# Murașka, Bar
Murașka (în ucraineană Мурашка) este un sat în comuna Mateikiv din raionul Bar, regiunea Vinnița, Ucraina.

## Demografie
Componența lingvistică a localității Murașka
     Ucraineană (94,74%)
     Rusă (5,26%)
Conform recensământului din 2001, majoritatea populației localității Murașka era vorbitoare de ucraineană (94,74%), existând în minoritate și vorbitori de rusă (5,26%).